# Yosef Govrin

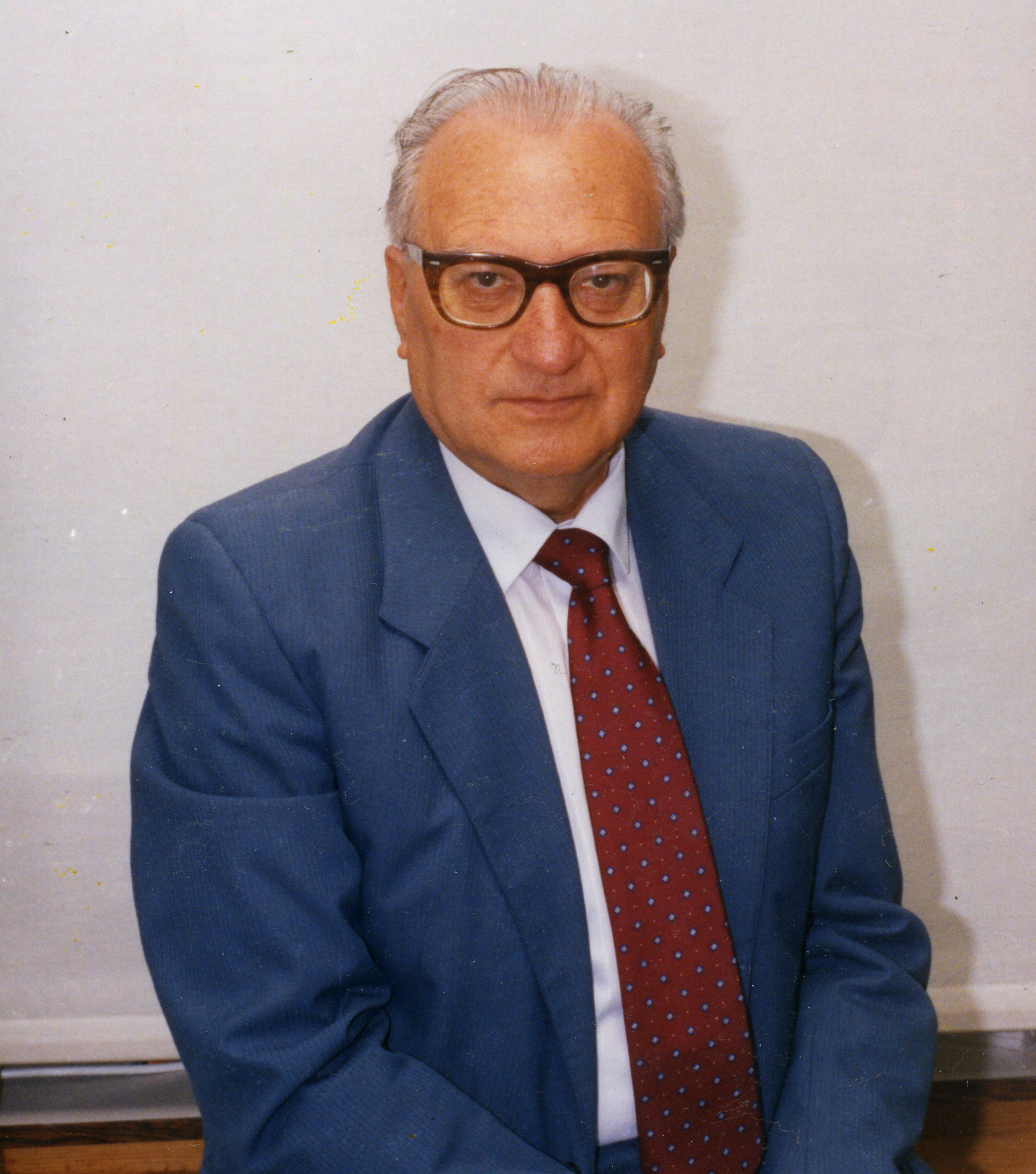
Yosef Govrin

Yosef Govrin (în ebraică יוסף גוברין; n. 18 decembrie 1930, Cernăuți, România – d. 4 iunie 2021) a fost un diplomat și istoric israelian, evreu originar din România. Govrin a fost ambasador al Israelului în România între anii 1985-1989, de asemenea între 1993-1995 ambasador al țării sale în Austria, Slovacia și Slovenia și a îndeplinit înalte responsabilități în cadrul Ministrului de externe al Israelului.  

## Biografie
Guvrin s-a născut în 1930 la Cernăuți, în România, sub numele de Iosef Hurwitz (Gurvitz) în familia lui David-Leib Hurwitz și a lui Tzadkanit-Fradia Hurwitz, născută Lerner. Copilăria și-a petrecut-o in localitatea Edineț  din Basarabia. Îi vizita adesea pe bunici la Zăbriceni iar vacanțele mari le petrecea la Cernăuți. În ambele localități menționate, odată cu intrarea României în războiul antisovietic, alături de Germania nazistă, locuitorii evrei au fost în mare parte deportați și o mulți au fost omorâți, sau nimiciți prin foame, sete, ger, boli infecțioase și carențe alimentare.
Familia Hurwitz a fost și ea deportată în Transnistria. Tatăl lui Govrin, care s-a ascuns la Edineț în timpul masacrului organizat acolo împotriva evreilor, a fost omorât în cursul deportării în Transnistria. Copilul, mama lui și două mătuși, au fost și ei deportați din Cernăuți în Transnistria ajungând în ghetoul Moghilev Podolsk. au izbutit să supraviețuiască și să trăiască momentul desființării lagărelor și ghetourilor din Transnistria în perioada înaintării armatei sovietice în aceste ținuturi în martie 1944. În 1946 ei s-au repatriat în România
în care, între  timp a căzut dictatura lui Antonescu și a început sub control sovietic procesul de instalare a regimului comunist. Govrin și mama sa au trecut în Iugoslavia și de acolo cu vaporul de emigranți ilegali evrei „Kneset Israel” la finele anului 1946 au plecat spre Palestina. Flota militară britanică a capturat vaporul și i-a deportat pe evreii aflați la bord în tabăre de arest din Cipru. Doat in toamna 1947 le-au permis britanicii intrarea în Palestina.
După un scurt serviciu militar în armata israeliană de curând înființată, tânărul Hurwitz a trecut examenul de bacalaureat ca elev extern la gimnaziul Herzliya din Tel Aviv. Apoi, adoptând numele ebraic Govrin, el a servit ca ofițer de legătură cu forțele ONU din peninsula Sinai si din Înălțimile Golan. El a terminat cu distincție titlul de master (1976) , și apoi doctoratul (1984) la Universitatea Ebraică din Ierusalim în domeniul istoriei evreilor în perioada modernă și în relații internaționale. 
Yosef Govrin este căsătorit din ianuarie 1960 cu dr Hanna Govrin, născută Kwietny,  biochimistă.  Copiii lor sunt David Govrin, diplomat în poziție superioară la Ministerul de externe israelian și Liora Govrin, avocată la Ministerul Justiției, directoare adjunctă a secției patrimoniilor moștenite de stat.

### Activitatea la Ministerul de externe la Ierusalim
Govrin a lucrat la Ministerul de externe al Israelului între anii 1953-1996.  A fost, între altele,  asistent principal la secția economică, la secția Europa de est  și de legături culturale. (1959-1964). Apoi a fost director adjunct al sectiei America latină, director al Institutului de cultură Israel-Ibero-America  (1970-1976), iar în anul 1976 a fost numit director al secției Europa de est. În anul 1989 a fost numit director general adjunct pentru Europa de est și centrală si pentru membrele  Comunității Statelor Independente la Ministerul de externe din Ierusalim.

### Misiuni diplomatice în străinătate
Govrin a lucrat la numeroase reprezentanțe diplomatice ale Israelului în lume. În anul 1955 a obținut un post la ambasada Israelului la Sidney, Australia, în anul 1964 a devenit secretar I la ambasada Israelului la Moscova. În 1967 - consilier temporar la ambasada israeliană la Buenos Aires , iar în 1985 a fost numit ambasador al Israelului în România. Ulterior a servit ca ambasador în Austria, Slovacia, Slovenia, și ca șef al delegației israeliene la instituțiile ONU la Viena între anii 1993-1995 .
După ce a ieșit la pensie în anul 1996, a devenit cercetător la Institutul Truman de promovare a păcii. Govrin vorbește ebraica, engleza, spaniolă, română, germana și idiș.

## Articole și cărți
Govrin  a publicat 58 articole cu cercetări despre comunitățile evreiești în secolul al XX-lea-al XXI-lea, despre antisemitismul în Europa de Est în perioada post comunistă și despre relațiile externe ale Israelului. A scris 26 articole in volumul 3 de  addende ale Enciclopediei Ebraice despre relațiile Israelului cu țările din centrul și estul Europei și despre conducători ai acestor state (1994), articole de review etc.

## Premii și onoruri
- 1991 - Premiul primului ministru
- 2007 - Premiul Haim și Sara Yankelovici - din partea Primăriei Haifa
- 2010 - Premiul Yaakov Fichman
- 2013 - Premiul Yaacov Groper din partea Universității ebraice din Ierusalim

### Cărți
- 1985 -  The Jewish factor in the relations between Nazi Germany and the Soviet Union, 1933-1941  1985
- Israel's Relations With the East European States: from disruption (1967) to resumption (1989-91)
- 1990 -  Israel-Soviet relations, 1964-1966
- The Six-Day War in the mirror of Soviet Israeli relations, April-June 1967
- 1991  Betzel haavadon - zikhronot al Transistria veal Hahaapala leEretz Israel  1991 („Sub spectrul distrugerii. Amintiri din Transnistria și din timpul imigrației în Ereț Israel 1941-1947” -  2007)
- 2002 Israeli-Romanian relations at the end of the Ceaușescu era: as observed by Israel's ambassador to Romania, 1985-89
- 2002 - Hamishim hashanim harishonot („Primii 50 ani”) - cu Moshe Jager și Arie Eldad
- 2016  - Rishumim mishlihuti keshagrir be Ostria, Slovenia ve Slovakia - aug 1993-dec 1995  („Însemnări din timpul misiunii mele ca ambasador în Austria, Slovenia și Slovacia”)